# Cerca Carvajal
Cerca Carvajal är en kommun i Haiti.   Den ligger i departementet Centre, i den nordöstra delen av landet, 90 km nordost om huvudstaden Port-au-Prince.